# Ankara–Konya nagysebességű vasútvonal
Az Ankara–Konya nagysebességű vasútvonal egy normál nyomtávú, 306 km hosszú, kétvágányú, 25 kV 50 Hz-cel villamosított nagysebességű vasútvonal Törökországban Ankara és Konya között. A vasút 2011 augusztus 24-én nyílt meg. A vonatok maximális sebessége 250 km/h.
2011 augusztus 23-án a török miniszterelnök, a Török Államvasutak elnöke ünnepélyesen megnyitotta Ankarát Konyaval összekötő nagysebességű vonalat. Az új vasútvonal kezdetben 4 pár vonatot üzemeltet, és az első időkben az eljutási idő 1 óra 30 perc, de az alépítmény megnyugvása után ez az idő 15 perccel fog rövidülni. A 212 km hosszú vonal a már üzemelő Ankara–Eskisehir nagysebességű vasútvonalból Polatinál ágazik el, és akkor délre fordul Konya felé. Az építkezés négy év és nyolc hónapot vett igénybe, 2010 decemberében fejezték be, majd közel nyolc hónap állt rendelkezésre a tesztelésére. A projekt 596 millió amerikai dollárba került. Az új nagysebességű vonal szűk kapacitásokat szüntet meg a török vasúti hálózaton. A vonal megnyitásánál a vasút elnöke kijelentette további új, nagysebességű vonal építését tervezik Ankarától keletre Sivasig, amely a terveik szerint 2015-ben állhat üzembe.